# Drosophila melanogaster
La drosofila, o moscerino della frutta (Drosophila (Sophophora) melanogaster Meigen, 1830) è un insetto dell'ordine dei Diptera. Si tratta di un organismo modello per la ricerca scientifica, in quanto è facilmente manipolabile e con un rapido ciclo vitale.

## Aspetto fisico

Femmina (a sinistra) e maschio (a destra)

Le drosofile hanno due occhi composti di color rosso mattone. Questo colore deriva dalla presenza di 2 pigmenti: Xantommatina di color marrone e Drosopterina, rossa. Il corpo è giallo-marrone con alcuni anelli neri trasversali sull'addome. Da questi anelli deriva il nome scientifico melanogaster (dal greco "melanos", nero e "gaster", ventre). È evidente il dimorfismo sessuale: le femmine sono lunghe 2,5 mm, mentre i maschi sono un po' più corti e la parte terminale del loro corpo è più scura. La principale differenza tra i due sessi (facilmente osservabile al microscopio) è il ciuffo di piccoli peli che circonda l'ano e i genitali del maschio.

## Ciclo vitale

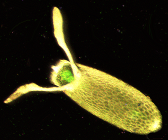
Uovo di D. melanogaster

Se un organismo di Drosophila melanogaster è tenuto in condizioni ottimali a 25 °C, questo riesce a sopravvivere per circa 50 giorni dallo stadio di uovo sino alla morte. Il ciclo vitale (da uovo a adulto) invece è di circa 10-12 giorni; 22-24 se si alleva la drosofila a 18 °C. Le femmine possono deporre fino a 600 uova nell'arco della loro vita, sulla superficie di frutta o altri materiali organici. Le uova, la cui lunghezza è di circa 0,5 millimetri, sono cellule aploidi mononucleate.
Il liquido seminale maschile ha due effetti sulla femmina: il primo è aumentare la frequenza di uova deposte; il secondo è abbassare il desiderio sessuale nella femmina e prevenire così eventualmente l'accoppiamento con un altro maschio. Ciò nonostante, lo stesso sperma contribuisce anche a minare la salute della femmina abbassandone la durata della vita.
Le uova feconde diploidi completano lo sviluppo embrionale nell'arco di sole 24 ore e si schiudono immediatamente dopo. Le larve risultanti crescono per 5-6 giorni, usando microorganismi che decompongono la frutta e gli zuccheri della frutta stessa per nutrirsi. Alla fine di questo periodo le larve si trasformano in pupe e, dopo circa 4 giorni, effettuano la metamorfosi, alla fine della quale emergono gli insetti adulti.
Le femmine si accoppiano dopo circa 12 ore dalla metamorfosi, accumulando lo sperma in alcune sacche per utilizzarlo a posteriori per fecondare le uova. I genetisti devono, quindi, separare le femmine dal resto della popolazione prima che abbiano la possibilità di accoppiarsi, in modo da essere certi che l'incrocio avvenga solo con il particolare tipo di maschio da utilizzare nell'esperimento. Femmine inseminate possono essere "ri-verginizzate" con una prolungata incubazione a -10 °C, uccidendo lo sperma (Ashburner et al. 2005).

## Organismo modello
La Drosophila melanogaster è un organismo modello, ovvero uno degli organismi più studiati nella ricerca biologica, in particolare nella genetica. I motivi sono molteplici:
- si tratta di un animale piccolo e facile da allevare in laboratorio;
- ha un ciclo vitale breve (circa 2 settimane) e una elevata produttività (fino a 600 embrioni);
- le larve mature mostrano cromosomi politenici nelle ghiandole salivari;
- hanno solo 4 paia di cromosomi: 3 autosomi e 1 sessuale;
- i maschi non mostrano ricombinazione genetica (crossing-over), facilitando gli studi genetici;
- tecniche di trasformazione genetica sono disponibili dal 1987;
- il sequenziamento del suo genoma è stato completato nel 1998;
- le mutazioni genetiche nella specie sono molto frequenti.

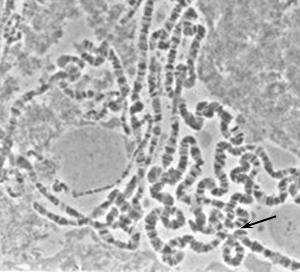
Cromosomi politenici di Drosophila melanogaster

A Charles W. Woodworth è riconosciuto il merito di essere stato il primo ad allevare esemplari di Drosophila e di aver suggerito a W. E. Castle, durante il suo soggiorno alla Harvard University, che essi potevano essere usati per ricerche genetiche.

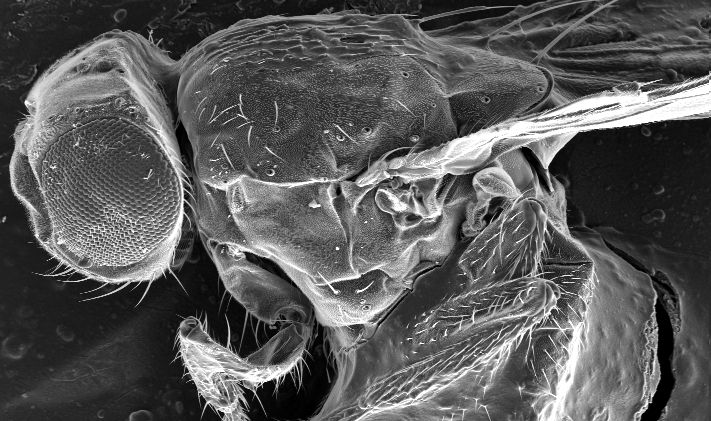
Parte superiore del corpo di D. melanogaster, osservato con un microscopio SEM

A partire dal 1910 i moscerini della frutta furono di aiuto a Thomas Hunt Morgan per compiere i suoi studi sull'ereditarietà. Morgan e colleghi estesero il lavoro di Mendel descrivendo i meccanismi ereditari legati al cromosoma X e dimostrando che i geni collocati su uno stesso cromosoma del maschio non mostravano ricombinazione genetica. Gli studi sulle caratteristiche collegate al cromosoma X hanno aiutato a confermare che i geni si trovano nei cromosomi, mentre altri studi sulle caratteristiche morfologiche di Drosophila hanno portato alle prime mappe che mostravano la localizzazione dei geni sui cromosomi. La prima mappatura dei cromosomi di Drosophila fu completata da Alfred Sturtevant.

## Il genoma dellaDrosophila

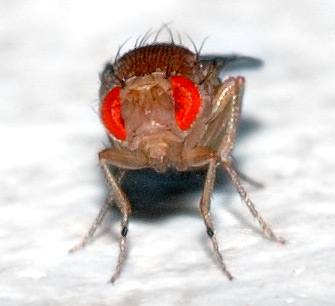
Vista anteriore

La Drosophila ha 4 paia di cromosomi: una coppia X/Y e tre coppie autosomiche etichettate 2, 3, e 4. Il quarto cromosoma è così corto che è spesso ignorato. Il genoma, che è stato interamente sequenziato, contiene 132 milioni di basi e approssimativamente 13.767 geni, tra questi ad esempio vi sono:
- Antennapedia (gene che controlla la formazione delle zampe durante lo sviluppo)
- La lunghezza delle antenne (Lunghe/Corte)
- La forma delle ali (Lunghe/Ridotte)
- La forma delle zampe (Lunghe/Ridotte)
- Il colore degli occhi (Rossi/Porpora/Marroni)

### Somiglianze con la specie umana

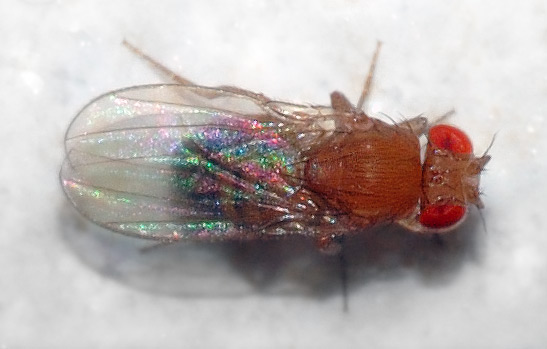
Vista dorsale

Da un punto di vista genetico l'uomo e il moscerino della frutta sono abbastanza simili. Geni omologhi a quelli che causano circa il 60% delle malattie genetiche umane conosciute si possono verificare nel patrimonio genetico del moscerino, e circa il 50% delle proteine della Drosophila hanno un analogo nei mammiferi. La Drosophila viene usata come modello genetico per varie malattie umane, inclusi i disturbi neurodegenerativi come la sclerosi laterale amiotrofica, la malattia di Parkinson, la corea di Huntington e la malattia di Alzheimer. La mosca viene utilizzata anche per studiare i meccanismi biologici alla base del sistema immunitario, del diabete, del cancro, dell'intelligenza, dell'invecchiamento e persino dell'abuso di sostanze stupefacenti.

### Nomenclatura genetica

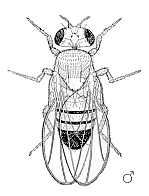
Maschio di Drosophila melanogaster

I geni di D. melanogaster spesso prendono li nome dalla descrizione del fenotipo prodotto dal suo cattivo funzionamento (mutazione). Quelli che prendono il nome da tratti recessivi hanno l'iniziale minuscola, mentre nel caso di tratti dominanti hanno l'iniziale maiuscola. I geni che prendono il nome dalla proteina prodotta hanno l'iniziale maiuscola. I nomi dei geni sono solitamente scritti in corsivo.
Nella comunità dei biologi molecolari la nomenclatura genetica della Drosophila è nota per i nomi fantasiosi associati alle mutazioni genetiche scoperte. Le mutazioni del lievito di birra o di altri organismi, microscopici e non, hanno solitamente nomi come "cdc4" e "cdk4"; nella Drosophila invece sono frequenti nomi come "cheap date" (letteralmente "appuntamento economico", una mutazione che rende il moscerino più sensibile all'effetto dell'etanolo) o "snafu" (una mutazione che provoca anomalie anatomiche grottesche).

## Sviluppo ed embriogenesi

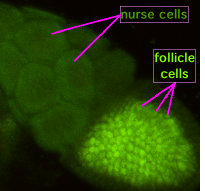
Drosophila melanogaster ovogenesi

L'embriogenesi nella Drosophila è stata studiata molto approfonditamente. La piccola dimensione, il ciclo di vita molto breve e la grande quantità di prole tipici di questa specie ne fanno un campione ideale. È anche l'unico fra gli organismi modello in cui la suddivisione dell'ovulo fecondato comincia in un'unica cellula sinciziale.
Durante l'ovogenesi, l'ovocita in formazione è connesso alle cellule nutrici da ponti citoplasmatici. Sostanze nutrienti e altre molecole che controllano lo sviluppo possono così essere trasferite nell'ovocita.
Nella figura si può vedere come l'ovocita in formazione venga rivestito da cellule follicolari di supporto.
Circa 5000 nuclei cellulari si ammassano nel citoplasma indiviso dell'ovocita prima che inizi la loro migrazione verso la superficie e ciascuno venga avvolto da un'invaginazione della membrana plasmatica per formare le cellule che rimangono a circondare il sacco del tuorlo nel centro. Poco dopo la linea germinale si separa dalle cellule somatiche, attraverso la formazione di cellule polari nell'estremità posteriore dell'embrione.
La divisione cellulare nei primi stadi dell'embrione di Drosophila avviene tanto rapidamente che non esistono fasi distinte, per cui possono verificarsi errori nella divisione dei cromosomi.
Per risolvere questi difetti, i nuclei che commettono tali errori si staccano dai loro centrosomi e rimangono nel centro dell'embrione, che non entrerà a far parte della larva e dell'insetto adulto.

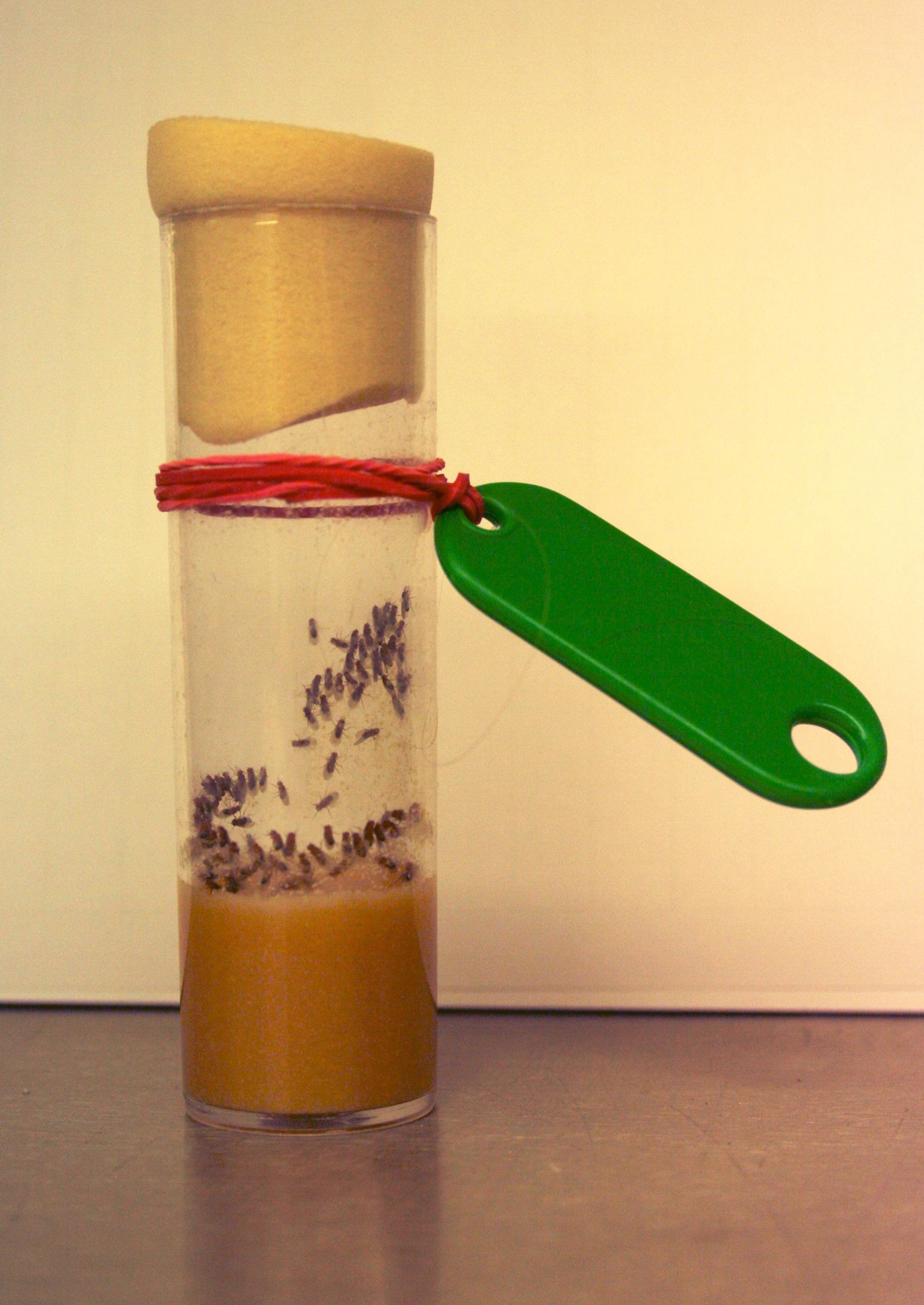
Allevamento di Drosophila melanogaster

La definizione degli assi antero-posteriore e dorso-ventrale avviene secondo un meccanismo definito specificazione sinciziale, in cui gradienti di mRNA materni, introdotti nell'oocita dalle cellule nutrici, definiscono gli assi del corpo prima ancora che l'oocita venga fecondato; in particolare gli mRNA materni trascritti dai geni nanos e bicoid creano il gradiente morfogeno che specifica le strutture anteriori (bicoid) e quelle posteriori (nanos).
Le proteine prodotte dalla traduzione di questi mRNA materni agiscono come fattori di trascrizione attivando i geni zigotici. I primi geni zigotici ad essere trascritti sono la classe dei geni gap, il cui nome deriva dal fatto che la loro mutazione provoca la perdita di vari segmenti nella larva del moscerino. I più importanti geni gap sono hunchback, kruppel, giant, knirps e tailless ognuno dei quali, in base a gradienti di concentrazione degli mRNA materni, è espresso solo in determinate regioni lungo l'asse antero/posteriore dell'embrione di Drosophila dividendolo in unità distinte.
Combinazioni opportune delle proteine gap sono in grado di attivare specifici enhancer di promotori modulari dei geni della regola pari primari i quali vengono quindi espressi a intervalli regolari in sette strisce lungo l'asse antero-posteriore andando così a delineare un pattern di 14 zone discrete definite parasegmenti. La caratteristica principale di questa classe di geni è che alcuni di essi saranno espressi solo nei parasegmenti dispari mentre altri solo nei parasegmenti pari. Tali geni sono inoltre importanti per determinare il pattern di espressione dei geni della regola pari secondari: questi sono espressi inizialmente in tutto l'embrione ma, a seguito dell'espressione dei geni della regola pari primari, la loro espressione sarà limitata a quei parasegmenti dove questi ultimi non sono espressi, in quanto le proteine prodotte dai geni della regola pari primari sono in grado di legare gli enhancer dei geni della regola pari secondari e regolarne negativamente l'espressione.
Una volta che i geni della regola pari sono espressi, questi ultimi attivano i geni della polarità segementale i quali definiscono il lato anteriore e posteriore di ogni parasegmento. In particolare, nei 14 parasegmenti formati, le file di cellule che mostrano un'alta concentrazione di prodotto genico dei geni della regola pari cominciano ad esprimere il gene della polarità segmentale chiamato engrailed che definisce il confine anteriore del parasegmento; a sua volta engrailed agisce come fattore di trascrizione facendo esprimere il gene hedgehog il cui prodotto, venendo secreto dalle cellule, va ad interagire con il recettore cellulare posto sulla fila di cellule anteriore a quelle esprimenti engrailed. Ciò attiva una via di segnalazione intracellulare che permette di esprimere un altro gene della polarità segmentale chiamato wingless che definisce il confine posteriore del parasegmento. Il prodotto di Wingless a sua volta viene secreto ed interagisce con il recettore frizzled della fila di cellule esprimenti engrailed. Frizzled induce un via di segnalazione intracellulare che induce ulteriore espressione di engrailed chiudendo il circuito. Grazie a tale sistema, anche a seguito di cessato stimolo da parte dei geni della regola pari, questo circuito può automantenersi definendo in modo definitivo i confini di ogni parasegmento.

### Geni omeotici
La combinazione di geni gap, della regola pari e della polarità segmentale fa esprimere l'ultima classe di geni per lo sviluppo della drosophila chiamati geni selettori omeotici. Tali geni definiscono in modo preciso il destino dello sviluppo di ogni parasegmento definendo se questo diventerà una zampa piuttosto che un'antenna.

Espressione dei geni Omeobox in Drosophila melanogaster

La specificazione dell'asse dorso-ventrale è stabilito dal gradiente di concentrazione di un fattore di trascrizione chiamato dorsal. L'mRNA materno di dorsal è posto nell'oocita di Drosophila dalle cellule nutrici lungo tutto la membrana citoplasmatica dove viene tradotto 90 minuti dopo la fecondazione. Nonostante dorsal sia presente in tutto l'oocita esso entra solo nel nucleo delle cellule ventrali dove attiva geni per la ventralizzazione (twist e snail) e reprime quelli per la dorsalizzazione. Il fatto che dorsal entri solo nelle cellule ventrali è dovuto alla posizione all'interno del citoplasma del nucleo dell'oocita nel periodo che precede la fecondazione: trovandosi sul lato dorsale attiva fattori di trascrizione che inibiscono i geni necessari per attivare dorsal. Ciò non succede sul lato ventrale che si trova lontano dal nucleo ed in questo modo dorsal può esplicare la sua funzione ventralizzante.

## Genetica comportamentale e neuroscienze
Nel 1971 Ron Konopka e Seymour Benzer pubblicarono un articolo intitolato "Mutanti orologio di Drosophila melanogaster" in cui descrivevano la prima mutazione che influenzava il comportamento di un animale. I moscerini Drosophila normali mostravano un ritmo di attività e riposo coincidente grosso modo con il giorno solare (24 ore). I mutanti di Konopka e Benzer invece mostravano ritmi più rapidi o più lenti, e in alcuni casi del tutto irregolari: i moscerini mutanti riposavano ed erano attivi per periodi di tempo del tutto casuali. I lavori dei successivi 30 anni hanno dimostrato che queste mutazioni (e altre simili) interessano un gruppo di geni e di loro prodotti che formano un orologio biologico o molecolare. Questo orologio biologico è stato trovato in molte cellule del moscerino, ma quelle determinanti per il ciclo attività/riposo sono alcune dozzine di cellule nel cervello centrale della Drosophila.
Da allora Benzer, i suoi studenti e molti altri hanno usato maschere comportamentali per isolare geni coinvolti in visione, olfatto, udito, apprendimento e memoria, corteggiamento, dolore e altri processi biologici come la longevità.

## La visione nellaDrosophila

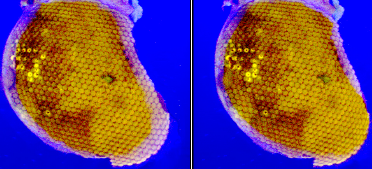
Coppia stereoscopica di immagini ricostruite secondo la visuale di un moscerino

L'occhio composto del moscerino della frutta contiene 800 unità oculari o ommatidi, ed è uno dei più sofisticati fra tutti gli insetti. Ogni ommatide contiene 8 cellule fotorecettrici (R1-8) ed alcune cellule di supporto, cellule pigmentate e una cornea. I moscerini normali hanno cellule pigmentate rossastre, per assorbire l'eccesso di luce blu e non venire accecati dalla luce del giorno.
Ogni fotorecettore consiste di due sezioni principali, il corpo cellulare e il rabdomero. Il corpo cellulare contiene il nucleo della cellula mentre il rabdomero è fatto di ammassi di membrane dette microvilli che lo rendono simile ad uno spazzolino da denti. Ogni microvillo è lungo da 1 µm a 1,5 µm ed ha un diametro di 50 nm. La membrana del rabdomero contiene circa 100 milioni di molecole di rodopsina, la proteina visuale che assorbe la luce. Il resto delle proteine della visione sono concentrate nello spazio microvillare, lasciando poco spazio al citoplasma.
I fotorecettori in Drosophila secernono molte varietà di forme di rodopsina. Le cellule fotorecettrici R1-R6 sintetizzano la Rodopsina1 (Rh1) che assorbe luce blu (480 nm). Le cellule R7 e R8 sintetizzano le forme Rh3 o Rh4 che assorbe luce ultravioletta (345 nm e 375 nm), e Rh5 o Rh6 che assorbono rispettivamente luce blu (437 nm) e verde (508 nm). Ogni molecola di rodopsina consiste di una proteina chiamata opsina legata in modo covalente ad un cromoforo carotenoide.
Come nella visione dei vertebrati, anche negli invertebrati la trasduzione visiva avviene tramite un cammino di proteine G accoppiate. Però nei vertebrati la proteina G è la transducina, mentre negli invertebrati è la Gq (dgq in Drosophila). Quando la rodopsina (Rh) assorbe un fotone, il suo cromoforo carotenoide si isomerizza, producendo in Rh un cambiamento conformazionale verso la sua forma attiva, la metarodopsina. Essa attiva la Gq, che a sua volta attiva una fosfolipasi Cβ (PLCβ) nota come NorpA.
PLCβ idrolizza il fosfatidilinositolo-4,5-bisfosfato (PIP2), un fosfolipide presente nella membrana cellulare, in inositolo-trifosfato (IP3) e diacilglicerolo (DAG). DAG, molecola idrofobica, rimane nella membrana, generando l'apertura di un canale ionico selettivo per il calcio (noto come TRP, transient receptor potential) e, a valle, l'ingresso nella cellula di ioni calcio e sodio. Il destino di IP3 è invece quello di legare specifici recettori (IP3 receptors) presso specifiche cisterne del reticolo endoplasmatico, generando l'uscita nel citoplasma di altri ioni calcio, sebbene questo processo non sia ritenuto essenziale per la normale visione.
Gli ioni calcio legano proteine come la calmodulina (CaM) e protein chinasi C (PKC) specifiche per la visione, note come InaC. Le InaC interagiscono poi con altre proteine a valle e sono ritenute le principali responsabili del segnale acceso/spento della visione. Hanno un certo ruolo nello spegnimento del processo visivo anche le arrestine, proteine in grado di inibire l'interazione della metarodopsina con le Gq, inibendo la trasduzione a monte.
Lo spegnimento avviene attraverso uno scambiatore sodio/calcio di membrana dipendente dal potassio (noto come NCKX30C), che pompa il calcio al di fuori della cellula. Ciò è permesso dai gradienti transmembrana favorevoli di sodio e potassio. Per ogni ione Ca++ estruso, 4 di Na+ entrano ed un di K+ esce dalla cellula.
La proteina InaD funge da supporto per tutte le proteine chiave della via di trasduzione: contiene cinque domini di legame (domini PDZ) per la regione C-terminale di molecole come TRP, InaC e PLC. Mutazioni a carico dei domini PDZ generano notevoli problemi nella trasduzione stessa. Ad esempio, un calo dell'interazione tra InaC e InaD genera una inattivazione tardiva della risposta alla luce.
A differenza della metarodopsina dei Vertebrata, la metarodopsina di Drosophila (e degli Invertebrata) viene riconvertita a rodopsina con il semplice assorbimento di un fotone di luce arancione (580 nm).
Circa due terzi del cervello di Drosophila (circa 200 000 neuroni) sono dedicati al processo visivo. Sebbene la risoluzione spaziale sia notevolmente minore di quella umana, la velocità della risposta visiva è quasi dieci volte maggiore.

## Il volo nellaDrosophila
Le ali di una mosca come Drosophila possono battere fino a 250 volte al secondo. Il volo è essenzialmente composto di lunghi tratti lineari, intervallati da rapidi cambi di direzione chiamati saccade. Durante queste "svolte", è in grado di ruotare di 90 gradi in meno di 50 millisecondi.
Drosophila, e probabilmente molte altre mosche, presenta nervi ottici collegati direttamente ai muscoli delle ali (mentre in altri insetti c'è in ogni caso un passaggio attraverso il cervello), rendendo se possibile ancora minore il tempo di reazione.
Si è creduto per lungo tempo che le caratteristiche del volo di Drosophila fossero sottoposte più alla viscosità dell'aria che all'inerzia del corpo dell'animale. Recenti ricerche di Michael Dickinson e Rosalyn Sayaman hanno invece indicato che è l'inerzia la forza dominante.

## Determinazione del sesso inDrosophila
Il sesso in Drosophila similmente a pochi altri individui è un carattere quantitativo, questo è cioè determinato dal rapporto tra il numero di cromosomi X ed il numero degli assetti aploidi degli autosomi. Tale sistema di determinazione del sesso è chiamato "Sistema di equilibrio genico". 
- Se tale valore è < di 0,5 avremo dei moscerini Metamaschi (ossia maschi sterili e deboli)
- Se è 0,5 avremo dei moscerini Maschi
- Se è 1,0 avremo dei moscerini Femmina
- Se è > di 1,0 avremo dei moscerini Metafemmina (moscerini con gravi problemi di sviluppo)
- Se il valore è compreso tra 0,5 e 1,0 avremo dei moscerini Intersesso (ovvero con caratteristiche sia maschili che femminili).

Sebbene il rapporto dei cromosomi X sugli aspetti aploidi degli autosomi X:A predica il sesso in D. melanogaster, è stato dimostrato che il ruolo di tale rapporto è indiretto, e che in realtà è il numero di cromosomi X a determinare il sesso, attraverso l'azione di proteine XSE (X-encoded signal element, elemento segnale codificato in X).
Secondo tale modello l'azione degli autosomi sulla conta dei cromosomi X è in gran parte indiretta. Erickson JW e Quintero JJ hanno studiato, in particolare, aploidi (1X:1A), quindi con singolo cromosoma X (maschile) ma con fenotipo femminile, e triploidi intersessuali (XX:AA), con doppio cromosoma X (femminile). Si è scoperto che il promotore specifico nelle femmine di Sex-lethal (Sxl), Sxl-Pe, è attivo negli aploidi, in quanto una divisione nucleare precellulare extra eleva il numero dei cromosomi X, portando i livelli di XSE superiori alla soglia per la determinazione femminile del sesso. Gli embrioni triploidi, invece, cellularizzano un ciclo prima dei diploidi, col conseguente blocco prematuro di SxlPe. Il meccanismo autoregolato che mantiene alti i livelli di Sxl non si sviluppa in tutte le cellule, e queste formeranno un mosaico sessuale. Si ipotizza che in altri organismi che presentano una determinazione sessuale basata sull'equilibrio genico, come nel caso di Drosophila, il rapporto X:A possa non avere un ruolo diretto.